# Gare de Pyeongtaek
La gare de Pyeongtaek est une gare ferroviaire de la ligne Gyeongbu. Elle est située au 51 Pyeongtaek-ro, dans le quartier Pyeongtaek-dong de la ville Pyeongtaek-si, dans la province Gyeonggi-do, au sud-ouest de la ville de Séoul en Corée du Sud.
Ouverte en 1905, elle est desservie par les trains voyageurs qui circulent sur la ligne Gyeongbu, la ligne Jeolla, la ligne Honam, la ligne Janghang, le Mugunghwa et le Saemaeul. Depuis 2005 elle est en correspondance directe avec la ligne 1 du métro de Séoul qui utilise les deux quais centraux extérieurs, desservis par les rames de services omnibus et express.

## Histoire
La gare est mise en service le 1er janvier 1905 sur la ligne Gyeongbu.